# John Edward Pigot
Pour les articles homonymes, voir Pigot.
John Edward Pigot, né en 1822 à Kilworth (en) (Irlande) et décédé en 1871, est un collecteur irlandais de musique irlandaise traditionnelle.

## Biographie
John Edward Pigot, fils ainé de David Richard Pigot, naît à Kilworth (comté de Cork) le 28 février 1822,. 
En 1841, il rejoint le mouvement Young Ireland, où il rencontre l'un des leaders, Thomas Davis, avec lequel il se lie d'amitié. Dans le magazine hebdomadaire The Nation, organe du mouvement, Thomas Davis appelle les sympathisants à écrire des chants patriotiques et à les envoyer au journal. Il demande également, en commun avec Pigot, de lui faire parvenir les mélodies irlandaises en leur possession. C'est, semble-t-il, le début de la collection Pigot.
Il contribue aux journaux Irishman et Irish Penny Journal, mais plus particulièrement au magazine The Nation (sous le pseudonyme Fermoy) dont il membre du comité de rédaction. Il publie des textes en prose et des poèmes dans les journaux The Voice of the Nation et The Spirit of the Nation.
En 1844, John Edward Pigot commence des études pour accéder au barreau de Londres. Il rencontre, dans la capitale britannique, Patrick MacDowell, sculpteur et fervent collecteur de musique traditionnelle, qui lui remet de nombreuses mélodies irlandaises. Ses contacts avec des irlandais exilés à Londres lui en procurent également un grand nombre.
En 1848, il participe à la défense de John Mitchel et de William Smith O'Brien, leaders de Young Ireland.
En 1851, il est secrétaire adjoint de la Société pour la préservation et la publication des mélodies irlandaises (Society for Preservation and Publication of the Melodies of Ireland).
En 1865, il part à Bombay et s'inscrit au barreau indien. Il revient en Irlande malade, et décède en 1871.
À sa mort John Edward Pigot a collecté plus de 2 000 mélodies. Sa collection fut conservée à Dublin par Robert Lyons, et publiée en 1908 dans Old Irish Music and Songs par P.W. Joyce. Ses travaux furent également utilisés par George Petrie.